# کپوردندان دث ولی
کپوردندان دث ولی (به انگلیسی: Death Valley pupfish) در پارک ملی دث ولی یافت می‌شود.